# Епархия Метеллополиса
Епархия Метеллополиса (лат. Dioecesis Metellopolitana) — титулярная епархия Римско-Католической церкви.

## История
Античный город Метеллополис (другие варианты — Мотелла, Метеллуполис, Пульхерианополис) находился в римской провинции Диоцез Восток и сегодня идентифицируется с археологическими раскопками «Medele», находящимися на территории современной Турции. До конца IX века Метеллополис был центром одноимённой епархии, которая входила в митрополию Иераполиса Фригийского Константинопольского патриархата.
С 1660 года епархия Метеллополиса является титулярной епархией Римско-Католической церкви.

## Греческие епископы
- неизвестный епископ (упоминается в 787 году);
- епископ Михаил (упоминается в 869 году).

## Титулярные епископы
- епископ Игнатий Котоленди (12.01.1660 — 16.08.1662);
- епископ Луи Лано M.E.P.[1] (4.07.1669 — 16.03.1696);
- епископ Angelo Francesco di Santa Teresa Vigliotti O.C.D. (20.02.1700 — 16.10.1712);
- епископ Johann Joachim Hahn (5.12.1718 — 12.04.1725);
- епископ Olivier-Simon Le Bon M.E.P. (23.08.1764 — 27.10.1780);
- епископ Arnaud-Antoine Garnault M.E.P. (10.03.1786 — 4.03.1811);
- епископ святой Etienne-Théodore Cuenot M.E.P. (9.09.1831 — 14.11.1861);
- епископ Anđeo Kraljević O.F.M.Obs (9.12.1864 — 27.07.1879);
- епископ Roberto Menini O.F.M.Cap. (30.01.1880 — 19.05.1885) — назначен титулярным епископом Гангры;
- епископ Casimir Vic C.M. (11.09.1885 — 2.06.1912);
- епископ James Jordan Carroll (26.10.1912 — 4.04.1913);
- епископ William Keatinge (30.10.1917 — 21.02.1934);
- епископ Bernhard Gerhard Hilhorst C.S.Sp. (26.02.1934 — 25.03.1953) — назначен епископом Морогоро;
- епископ Jean Eugène Gabriel David, C.S.Sp. (21.02.1954 — 14.09.1955) — назначен епископом Маюнги;
- епископ Stefan László (20.09.1956 — 14.10.1960) — назначен епископом Айзенштадта;
- епископ Amedeo Polidori (2.02.1961 — 21.08.1971);
- вакансия с 1971 года.

## Источник
- Annuario Pontificio, Libreria Editrice Vaticana, Città del Vaticano, 2003, стр. 854, ISBN 88-209-7422-3
- Pius Bonifacius Gams, Series episcoporum Ecclesiae Catholicae, Leipzig 1931, стр. 446  (лат.)
- Michel Lequien, Oriens christianus in quatuor Patriarchatus digestus, Parigi 1740, Tomo I, coll. 825—826  (лат.)
- Konrad Eubel, Hierarchia Catholica Medii Aevi, vol. 4 Архивная копия от 4 октября 2018 на Wayback Machine, стр. 239; vol. 5, стр. 266; vol. 6, стр. 287; vol. 7, стр. 263; vol. 8, стр. 381  (лат.)